# Violetta (artiste de cirque)
Aloisia Wagner (née en 1906/1907, date de décès inconnue), plus connue sous son nom de scène Violetta, est une chanteuse et monstre de foire américaine atteinte du syndrome de tétra-amélie.

## Biographie
Née en Allemagne à Brême, sa famille émigre aux États-Unis en avril 1924, à bord du SS George Washington (en), et s'installe à Coney Island. Elle joue dans des spectacles en tant que chanteuse, notamment pour le parc d'attractions Dreamland de Coney Island et le Ringling Bros. and Barnum & Bailey Circus. Elle s'expose sur un pied en velours et arbore des tenues particulièrement élégantes. Son handicap l'oblige à se déplacer en sautillant d'un endroit à l'autre sur le bas de son torse et est capable de manipuler suffisamment d'objets avec sa bouche pour se coiffer, se vêtir, enfiler une aiguille et coudre.